# Estación Paunero
Paunero es una estación ferroviaria ubicada en la localidad de General Paunero, Departamento Río Cuarto, Provincia de Córdoba, República Argentina. Forma parte del Ferrocarril General San Martín, como una estación intermedia del ramal Retiro-Mendoza.

## Servicios
No presta servicios de pasajeros desde el 10 de marzo de 1993, año de la cancelación de los servicios de larga distancia de Ferrocarriles Argentinos. Por sus vías corren trenes de carga de la empresa estatal Trenes Argentinos Cargas y de pasajeros de Trenes Argentinos Operaciones (pero no se detienen en esta estación).

## Historia
En el año 1886 fue inaugurada la estación, por parte del Ferrocarril Buenos Aires al Pacífico.
Debe su nombre al general Wenceslao Paunero, que sirvió como ministro de Guerra y Marina de Argentina desde el 1 de febrero hasta el 12 de octubre de 1868.

## Esquema delFerrocarril General San Martín
Esta estación se encuentra entre Justo Daract y Vicuña Mackenna: